# Ґорчениця
Ґорчениця (пол. Gorczenica, нім. Groß Gorschen) — село в Польщі, у гміні Бродниця Бродницького повіту Куявсько-Поморського воєводства.
Населення — 572 особи (2011).
У 1975-1998 роках село належало до Торунського воєводства.

## Демографія
Демографічна структура станом на 31 березня 2011 року:
|          | Загалом | Допрацездатний вік | Працездатний вік | Постпрацездатний вік |
| -------- | ------- | ------------------ | ---------------- | -------------------- |
| Чоловіки | 285     | 53                 | 207              | 25                   |
| Жінки    | 287     | 80                 | 159              | 48                   |
| Разом    | 572     | 133                | 366              | 73                   |